# 구로타니 토모카

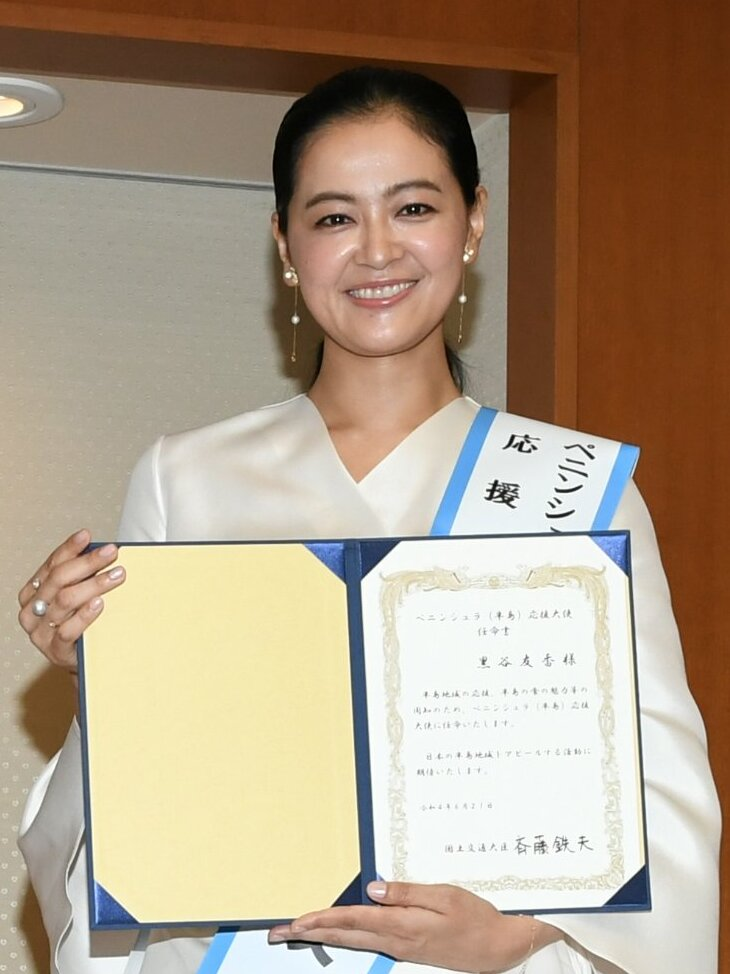

구로타니 토모카(黒谷 友香, 1975년 12월 11일 ~ )는 일본의 배우, 일본의 성우, 패션 모델이다.
기타구에서 태어났다.

## 출연 작품
- 패딩턴발 4시 50분 ~침대 특급 살인 사건~
- 나만이 없는 거리
- 산여자일기 ~ 산 페스티벌에 가다 / 알프스의 여왕~
- 아이 동반 신베에 2
- 보육탐정 25시 ~하나사키 신이치로는 잠들수 없어!!~

- 란마루 신의 혀를 가진 남자 (2016년)
- 보육탐정 25시 ~하나사키 신이치로는 잠들수 없어!!~ (2015년)
- 인 더 히어로 (2014년) - 오시바 미사키 역
- 극장판 수수께끼 풀이는 저녁식사 후에 (2013년)
- 더블톤 ~두명의 유미~ (2013년)
- 이류 소설가 - 시어리얼 리스트 (2013년)
- 야쿠자의 아내들 NEO (2013년)
- 시장은 데릴사위 (2012년)
- 반장 시즌4 (2011년)
- 붓다: 싯다르타 왕자의 모험 (2011년)
- 반장 시즌3 (2010년)
- 반장 시즌2 (2010년)
- 반장 시즌1 (2009년)
- 내가 낼께 (2009년) - 우오즈미 사키 역
- 산본기 농업고등학교, 마술부 (2008년)
- 너, 범인 아니지? (2008년)
- 홈리스 중학생 (2008년)
- 호타루의 빛 (2007년)
- 사랑에 눈뜨다 (2006년) - 카오리 역
- 인디언 썸머 (2005년)
- 시노비 (2005년)
- 퀼 (2004년)
- 별의 소리 (2004년) - 도모꼬 역
- 핫 맨 (2003년)
- 천사의 어금니 B.T.A. (2003년)
- 마계환생 (2003년)
- 러브 제너레이션 (1997년)
- 変 ［HEN］ Vol.1 鈴木くんと佐藤くん (1996)
- HEN Vol.2 ちずるちゃんとあずみちゃん (1996)
- 네 멋대로 해라 - 영웅계획 (1996년)
- 복서 조 (1995년)